# Schlacht von Long Tan
Schlacht um Tua Hai (1960) – Schlacht um Ap Bac (1963) – Schlacht von Nam Dong (1964) – Tonkin-Zwischenfall (1964) – Operation Flaming Dart (1965) – Operation Rolling Thunder (1965–68) – Schlacht von Dong Xoai (1965) – Schlacht im Ia-Drang-Tal (1965) – Operation Crimp (1966) – Operation Hastings (1966) – Schlacht von Long Tan (1966) – Operation Attleboro (1966) – Operation Cedar Falls (1967) – Schlacht um Hügel 881 (1967) – Schlacht bei Dak To (1967) – Schlacht um Khe Sanh (1968) – Tet-Offensive (1968) – Schlacht um Huế (1968) – Operation Speedy Express (1968/69) – Operation Dewey Canyon (1969) – Schlacht am Hamburger Hill (1969) – Operation Menu (1969/70) – Operation Lam Son 719 (1971) – Schlacht um FSB Mary Ann (1971) – Schlacht um Quảng Trị (1972) – Operation Linebacker (1972) – Operation Linebacker II (1972) – Schlacht von Xuan Loc (1975) – Operation Frequent Wind (1975)

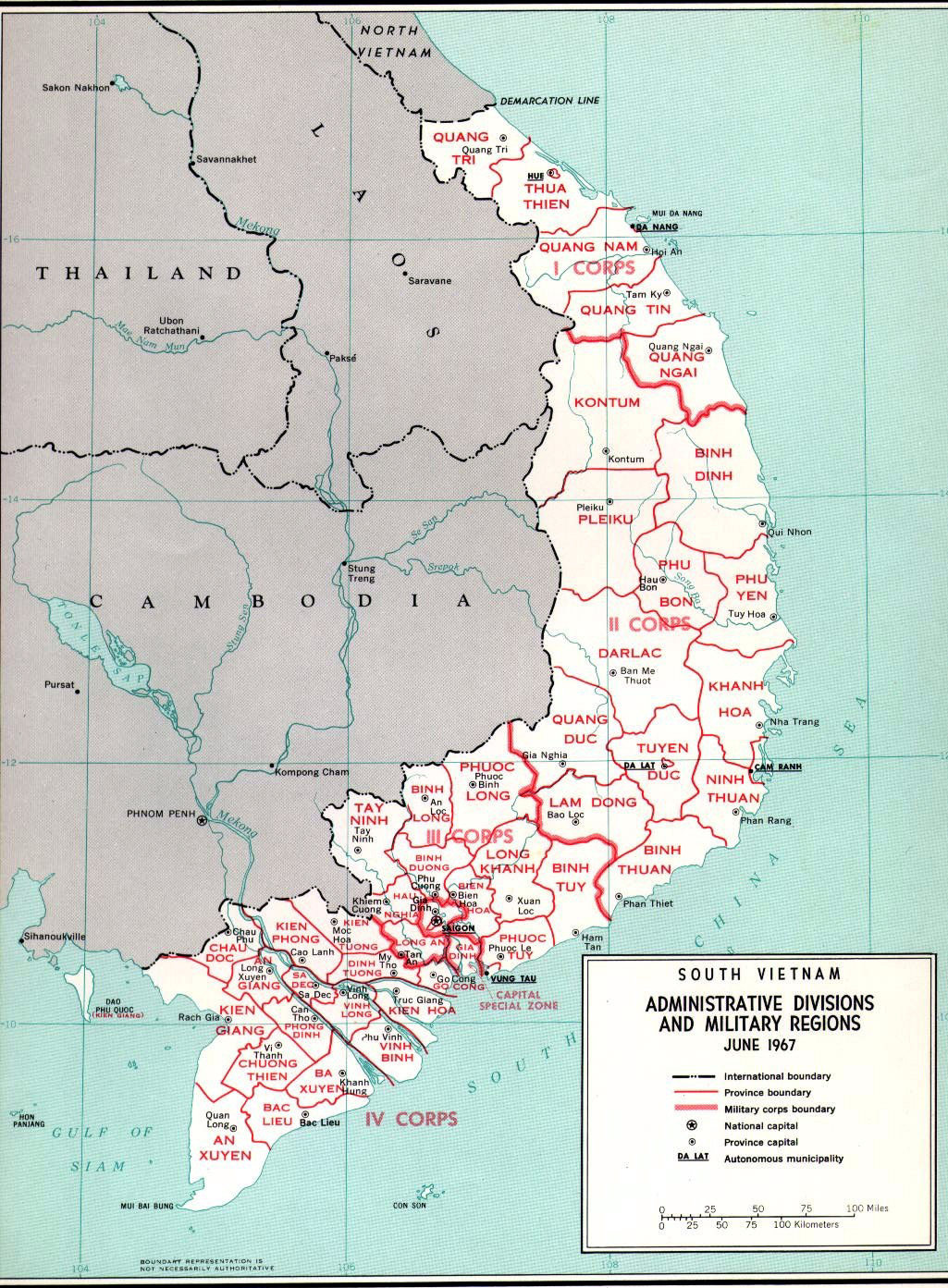
Südvietnam, 1967

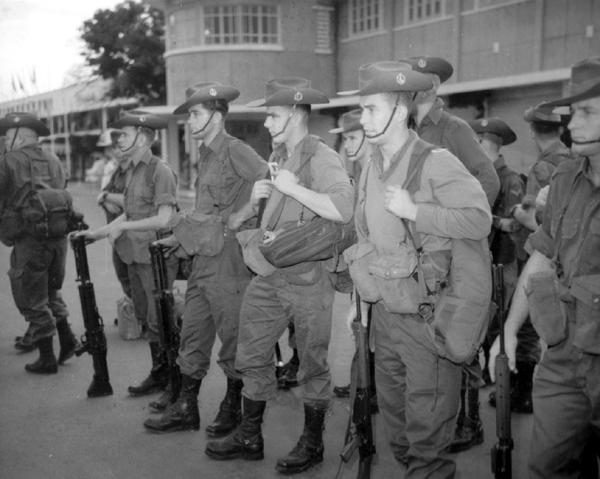
Australische Soldaten kommen am Tan Son Nhut Airport in Saigon an

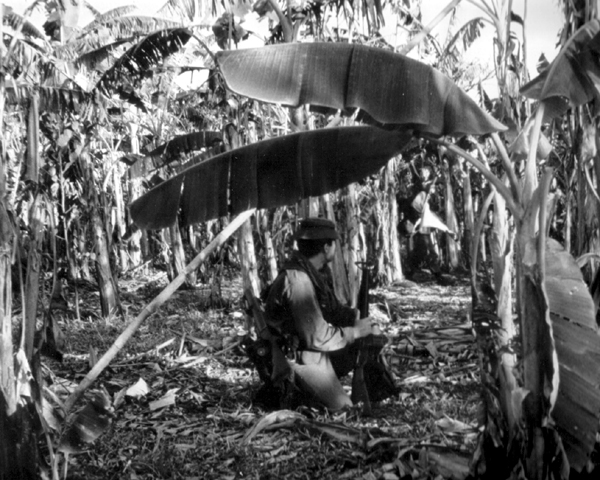
Australischer Soldat während einer Operation in der Phước Tuy Provinz

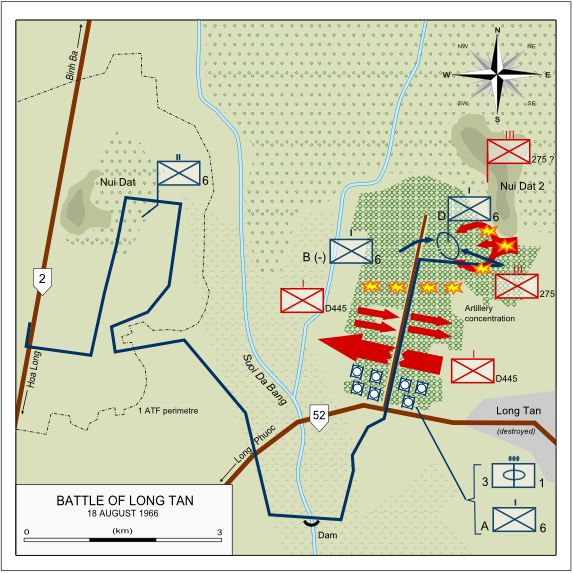
Schlacht von Long Tan am 18. August 1966

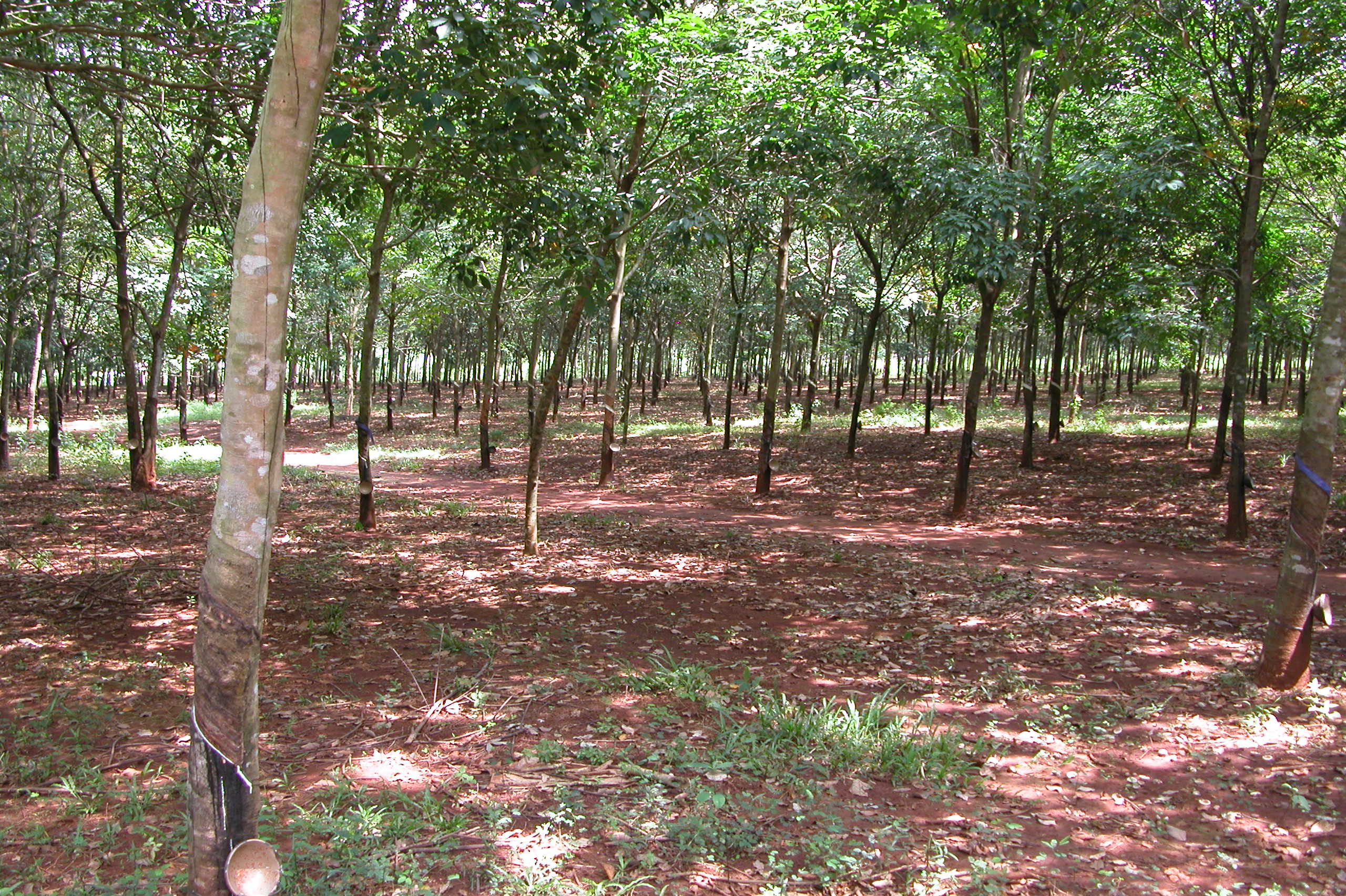
Ehemaliges Schlachtfeld im Jahr 2005

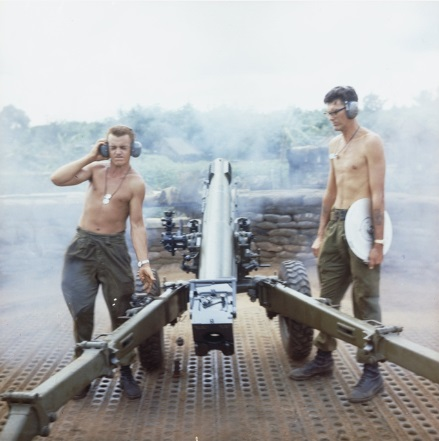
Australische Geschützbesatzung während eines Feuerbefehls

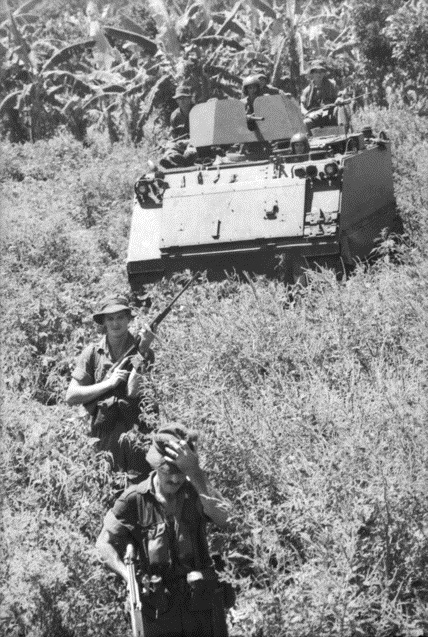
M113-Panzer, ähnlich wie sie in Long Tan im Einsatz waren

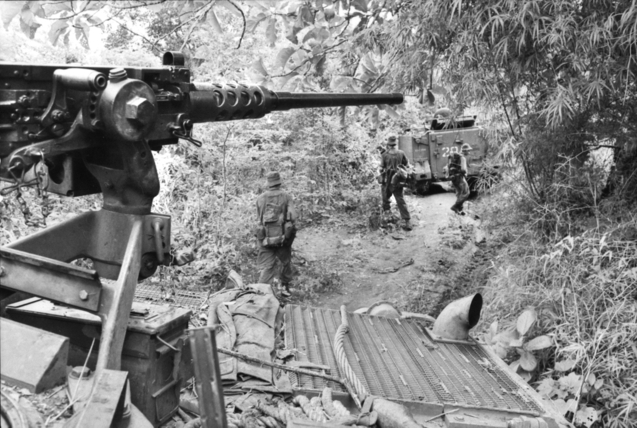
Australische Soldaten und M113 APCs während der Operation Smithfield

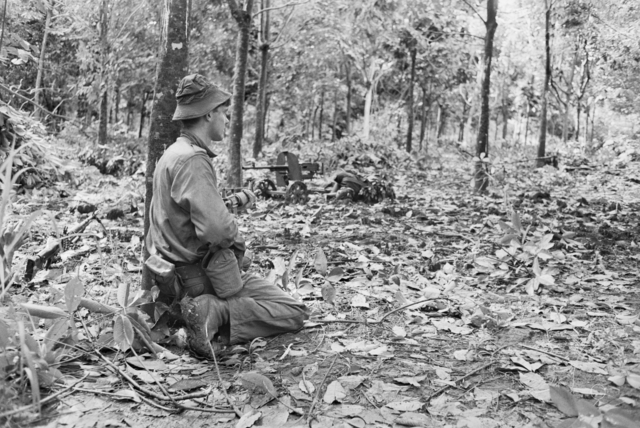
Australischer Soldat auf dem Schlachtfeld von Long Tan am 19. August 1966

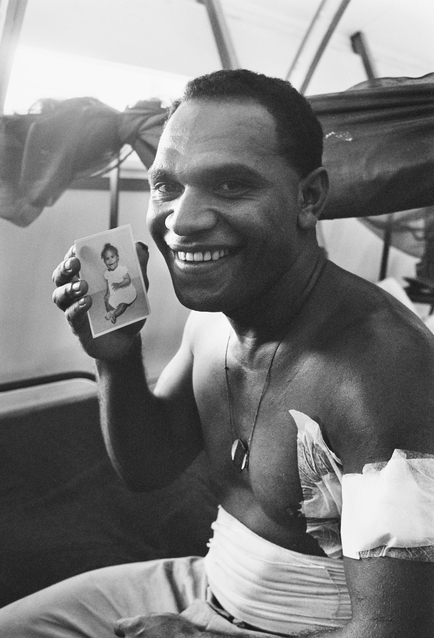
Corporal Buddy Lea, der während der Schlacht verwundet wurde, hält ein Foto seiner Tochter

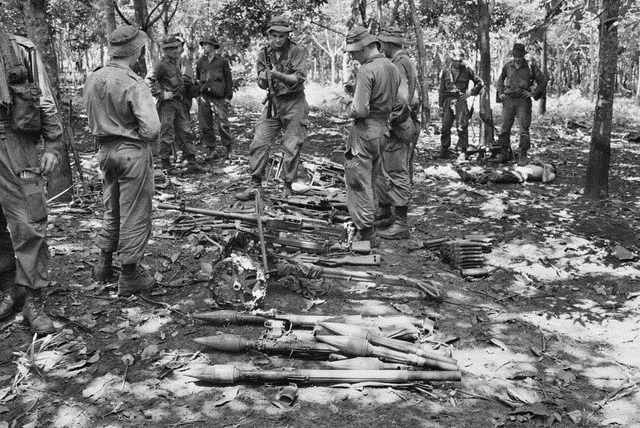
Australische Truppen mit Waffen, die bei Long Tan erbeutet wurden

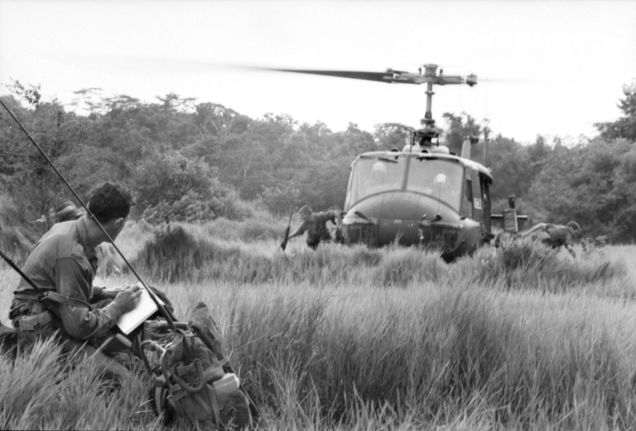
5 RAR-Soldaten sitzen aus einem US-Hubschrauber während der Operation Toledo ab

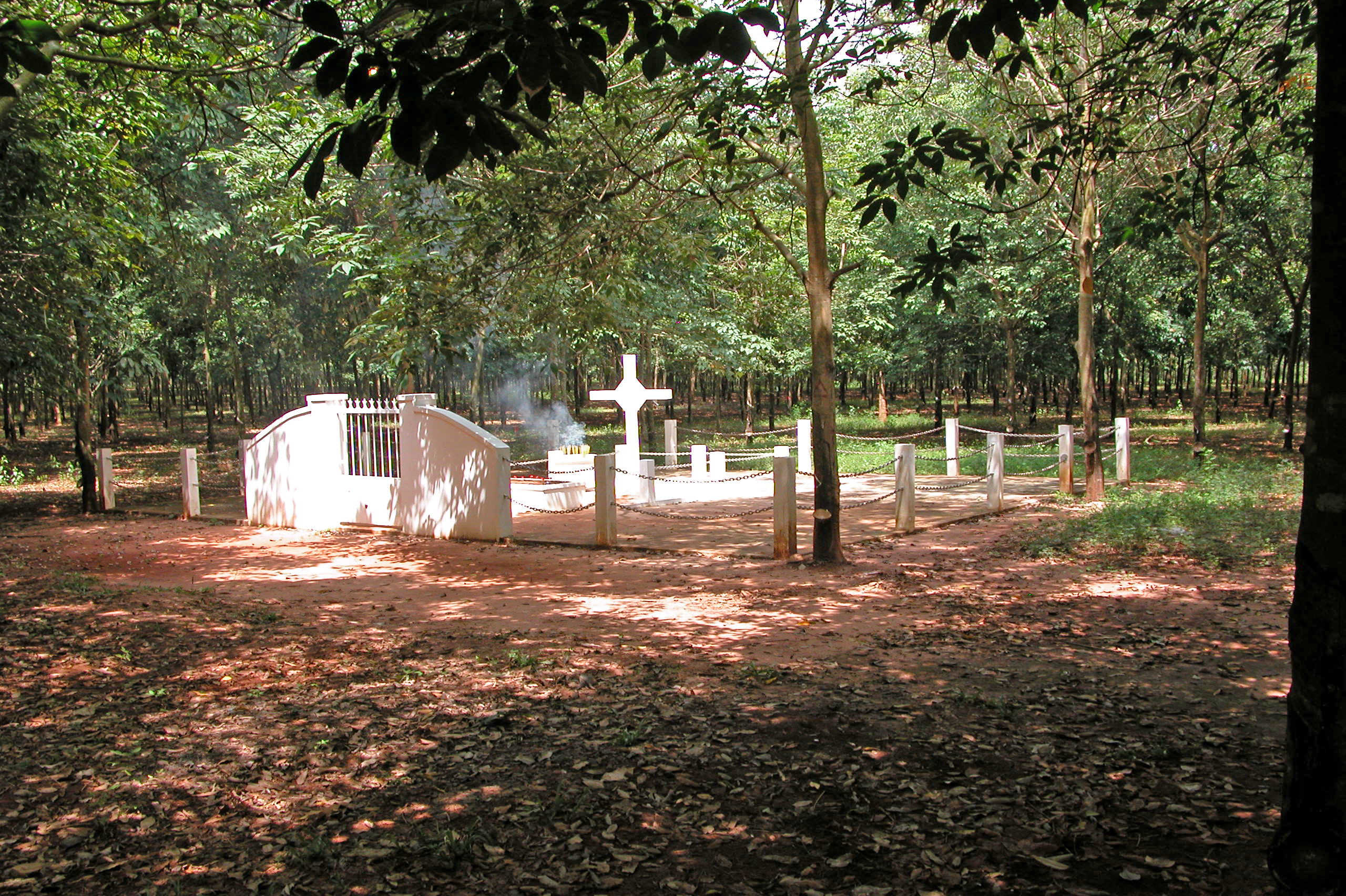
Das australische memorial at Long Tan 2005

Die Schlacht von Long Tan fand am 18. August 1966 auf einer Gummiplantage in der Provinz Phước Tuy in der Nähe der Stadt Long Tân, etwa 95 Kilometer von Saigon, dem heutigen Ho-Chi-Minh-Stadt, im äußersten Süden der Republik Südvietnam statt. Hierbei kam es zu einem größeren Begegnungsgefecht zwischen der 1st Australian Task Force (1 ATF) und den vereinten Kräften der Nordvietnamesischen Armee (NVA) und der Vietcong (VC).

## Verlauf
Während die Australier kurz nach ihrer Landung im April bis Juni 1966 von ihrem Hauptquartier in Nui Dat bewaffnete Aufklärungsmissionen durchführten, verlegten 1500 bis 2500 Mann des 275. Vietcong-Regimentes, ein nordvietnamesisches Regiment und das D445-Bataillon in die Nähe des Einsatzgebietes, um eine Offensive auf Nui Dat vorzubereiten.
Am 16. August 1966 befand sich die VC- und NVA-Streitmacht östlich der Gummiplantage von Long Tan und eröffnete in der Nacht vom 16. auf den 17. August mit Mörsern und leichter Artillerie das Feuer auf die Basis in Nui Dat. Dabei wurden 24 Männer verwundet, einer von ihnen tödlich. Die lokalisierten VC-Feuerstellungen wurden daraufhin von australischen Artilleriebatterien mit Gegenfeuer beschossen.
Am 17. August brach die B-Kompanie des 6. Bataillons vom Royal Australian Regiment auf, um den Gegner aufzuspüren. Gegen Mittag des 18. August erhielt die D-Kompanie (Stärke: 108 Mann) den Auftrag, sich an der Operation zu beteiligen. Am Nachmittag entwickelte sich das erste kleinere Feuergefecht mit einer VC-Schützengruppe. Die Australier wurden in der Flanke mit Handfeuerwaffen und Panzerbüchsen (RPG-7) beschossen und sahen sich unvermittelt mit einem zahlenmäßig wesentlich stärkeren Gegner konfrontiert.
Die D-Kompanie wurde von starkem Feuer niedergehalten und forderte Artillerieunterstützung an. Die Lage verschlimmerte sich deutlich, als außerdem auch noch ein starker Monsunregen einsetzte, welcher die Sicht stark herabsetzte und koordinierte Kampfhandlungen erschwerte.
Das 275. VC-Regiment und das D445-Bataillon versuchten die Australier einzuschließen und zu vernichten. Nach wenigen Stunden ging der D-Kompanie die Munition aus und sie musste von zwei UH-1B Iroquois-Hubschraubern der No. 9 Squadron der RAAF aus der Luft versorgt werden. Weit unterlegen aber von Artillerie-Sperrfeuer unterstützt, wehrte die D-Kompanie einen Regimentsangriff ab.
Zur gleichen Zeit machten sich aus dem Nui Dat Camp bei Einbruch der Dunkelheit Infanterie- und Kavalleriekräfte bereit, um die eingeschlossene D-Kompanie zu entsetzen. Der VC wurde gezwungen, auszuweichen und sich für einen finalen Angriff neu umzugruppieren.
Die Australier zogen sich in der Nacht in eine defensive Position zurück, um dort eine Landungszone für das Ausfliegen ihrer Verwundeten vorzubereiten. Am nächsten Morgen gelang es ihnen, das Gelände zu sichern. Außerdem fanden sie in der Umgebung eine große Anzahl von Gefallenen vor. Die Operation endete am 21. August mit 18 eigenen Gefallenen und 24 Verwundeten. Die Verluste beim Gegner wurden mit 245 angegeben. Der genaue „Body Count“ variierte jedoch je nach Quellenlage (australische Angaben, MACV-Angaben versus Meldungen des VC und der NVA).
Die ATF war aufgrund der unerwarteten Härte der Kämpfe lange Zeit davon überzeugt, in der Gummiplantage bei Long Tan eine Niederlage erlitten zu haben. Die hohe Anzahl der feindlichen Verluste sprach jedoch deutlich für einen Sieg über den Gegner. Auch hier wurde die Schlacht aus unterschiedlicher Sicht interpretiert. Einerseits hielt das Gefecht in der Gummiplantage den Vormarsch des VC/NVA auf Nui Dat für unbestimmte Zeit auf, andererseits wurde der erfolgreiche Hinterhalt als militärischer und politischer Sieg über die Besatzer gewertet. Aus der Perspektive des 275. Vietcong-Regimentes wiederum war die Schlacht von Long Tan eine Niederlage, da es nicht gelungen war, trotz erdrückender Übermacht einen wesentlich schwächeren Gegner zu vernichten. Der Kampf hatte das 275. VC-Regiment jedoch nicht nachhaltig geschwächt, da es kurze Zeit später bereits in der Lage war, die 18. ARVN -Division anzugreifen. Auch das D445-Bataillon hatte kaum Einbußen in ihrer Kampfkraft, da es ebenfalls wenig später in Gefechte mit der 11. Armoured Cavalry Task Force verwickelt wurde.
Über die Schlacht von Long Tan, ihre Befehlskette und ihre Ereignisse rankten sich noch längere Zeit eine Reihe von Legenden und Anekdoten, die jedoch nicht offiziell bestätigt sind.

## Schauplatz
Die Operationen fanden in der südvietnamesischen Phuoc Tuy Provinz statt. Ausgehend vom Nui Dat Camp wurden bereits in der Operation Hardihood frühmorgens oder abends Aufklärungspatrouillen in einem Umkreis von 12 Kilometern losgeschickt. Führungslinie hierbei war Alpha, die außerhalb der Reichweite des 4-Kilometer-Radius der VC-Mörser lag. Später wurden sie auf die 10-Kilometer-Linie Bravo ausgedehnt, die von VC-Artillerie bestrichen werden konnte.
Sobald die Militärbasis Nui Dat ihren Betrieb aufnahm, wurden die Bewohner der Dörfer Long Phước und Long Hải innerhalb der Alpha-Linie umgesiedelt. Dies hatte zum Ziel eine Sicherheitszone zu errichten und eine „Free-Fire Zone“ für die eigene Artillerie. Der VC sollte daran gehindert werden, das Militärcamp beobachten zu können. Außerdem sollte dem Feind seine Basis aus der unterstützenden Bevölkerung entzogen werden. Später hatten sich diese Maßnahmen als kontraproduktiv erwiesen, da es somit auch keine Informationsquelle für mögliche Bewegungen des VC mehr gab. Außerdem war es jetzt möglich, Nui Dat ohne Vorwarnung anzugreifen.
Von den Nui Dinh Hügeln konnte der Gegner Nui Dat weiterhin beobachten. In den ersten Nächten wurden bei starkem Regen immer häufiger Geräusche von VC-Spähtrupps vernommen. Es ereigneten sich keinerlei Zusammenstöße und die Intensität der gegnerischen Aufklärung nahm ab, so dass die ATF zu der Ansicht kam, der VC hätte seine Angriffsabsichten auf Nui Dat eingestellt. Am 10. Juni 1966 wurde vermeldet, dass sich ein VC-Regiment auf dem Marsch gegen Nui Dat befinden würde und bereits zehn Kilometer entfernt sein würde. Hinzu kam vereinzeltes Mörserfeuer gegen die Basis. In der Nacht feuerte die australische Artillerie auf Bewegungen entlang der Route 2 ohne jedoch am nächsten Tag Gefallene des Gegners zu finden. Das 6th Bataillon des Royal Australian Regiments (6th RAR), welches am 14. Juni aus Vũng Tàu eingetroffen war, erhielt die Warnung, dass demnächst der Angriff von mindestens vier VC-Bataillonen bevorstünde.

## Kräftevergleich

### 1st Australian Task Force am 18. August 1966
- D-Kompanie, 6. RAR (6th Battalion, Royal Australian Regiment) – Major Harry Smith – 108 Mann

Kampfunterstützung:
- 1st Field Regiment, Royal Australian Artillery – Lieutenant Colonel Richmond Cubis
  - 103rd Field Battery, RAA – 6 × 105 mm L5 Pack Haubitzen
  - 105th Field Battery, RAA – 6 × 105 mm L5 Pack Haubitzen
  - 161st Battery, Royal New Zealand Artillery – 6 × 105 mm L5 Pack Haubitzen – Major Harry Honnor
  - A. Battery, US 2/35th Artillery Battalion – 6 × 155 mm M109 Panzerhaubitzen – Captain Glen Eure
  - No. 9 Squadron RAAF – 2 × UH-1B Iroquois Hubschrauber
  - 3 × US F4 Phantoms

Ersatzkräfte:
- A-Kompanie, 6 RAR (6th Battalion, Royal Australian Regiment) – Captain Charles Mollison
- 3 Trupps, 1st APC Squadron (Lieutenant Adrian Roberts) – 10 × M113

Gefechtsstand B-Kompanie, 6 RAR plus ein zusätzlicher Zug – Major Noel Ford

### Operation Smithfield vom 19. bis 22. August 1966
- 6 RAR Battle Group – Lieutenant Colonel Colin Townsend
  - Gefechtsstand 6th Battalion, Royal Australian Regiment
  - A-, B-, C- und D-Kompanie, 6 RAR
  - D-Kompanie, 5th Battalion, Royal Australian Regiment

Kampfunterstützung:
- 1st APC Squadron (mit Abgaben)- 2 MTW Trupps
- 161st Reconnaissance Flight – Bell H-13 Sioux leichte Beobachtungshubschrauber
- No. 9 Squadron RAAF – UH-1B Iroquois helicopters

### 5. Vietcong Division
- Gefechtsstand 5. VC-Division – Colonel Nguyen Thanh Hong – 1500 bis 2500 Mann
  - 275th Regiment – Captain Nguyen Thoi Bung aka Ut Thoi – 1400 Mann (drei Bataillone)
  - D445 Mobiles Provinz-Bataillon – Bui Quang Chanh aka Sau Chanh – 350 Mann, wenigstens zwei Kompanien, incl. C4-Waffen Kp
  - ein reguläres Bataillon der NVA
  - Vo Thi Sau Milizkompanie – 80 Mann, meistens Frauen (Gefechtssäuberung u. Gefallenen-/Verwundetenbergung)

### Stellenbesetzungsliste der D-Kompanie (Auswahl)
- Major Harry Smith – Kompaniechef (* 25. Juli 1933 in Hobart, Tasmanien)
- Captain H.I. McLean-Williams
- WO2 J.W. Kirby
- SSgt R. R. Gildersleeve
- Sgt W. O’Donnell
- Sgt D.A. Thomson
- Corporal P.N. Thomson
- LtCpl D.A. Spencer (†)

Attached Artillery Forward Observer Team / Artilleriebeobachter
- Capt M. Stanley
- Bdr W.G. Walker
- LBdr N.N. Broomhall

10 Platoon
- 2Lt G.M. Kendall
- Cpl T.H. Lea
- Pte C.W. Brown (†)
- Pte B.D. Firth (†)
- Pte B.G. Hornung (†)
- Pte I.J. McGrath (†)

11 Platoon
- 2Lt G.C. Sharp (†)
- LCpl B.E. Magnussen (†)
- Pte J.E. Beere (†)
- Pte R.C. Carne (†)
- Pte R.M. Eglinton (†)
- Pte D.F. Fabian (†)
- Pte A.J. May (†)

12 Platoon
- 2Lt DR Sabben
- Sgt J Todd (†)
- Pte DF Beahan (†)
- Pte GR Davis (†)
- Pte BD Forsyth († = b. Long Tan gefallen)[4]

## NVA und Vietcong Operationen
Die Hauptkräfte der Kommunisten in Phước Tuy setzten sich aus den Regimentern 274 und 275 der 5. VC-Division zusammen. Sie unterstand dem Befehl von Oberst Nguyen The Truyen und ihr Kommandoposten befand sich in den Mây Tào Bergen. Zusammen mit der NVA erstreckte sich ihr Operationsgebiet auf die Provinzen Phước Tuy, Biên Hòa und Long Khánh. Ihr Auftrag war es, die östlichen Provinzen von Saigon zu isolieren und Nachschub auf den Nationalrouten 1 und 15, sowie den Provinzrouten 2 und 23, zu unterbrechen. Für die ARVN-Streitkräfte stellte die 5. NVA-Division eine große Herausforderung da, da ihre Präsenz verhinderte, dass diese Provinzen durch die südvietnamesische Regierung kontrolliert werden konnten. Außerdem hatten zahlreiche Hinterhalte des VC bereits zu größeren Verlusten bei der ARVN gesorgt.
Das 274. VC-Regiment war das stärkere und besser ausgerüstete von beiden Verbänden. Es hatte seinen Verfügungsraum bei Hát Dịch im Nordwesten der Phước Tuy bezogen, bestand aus den drei Bataillonen D800, D265 und D308 – etwa 2000 Mann. Das 275. VC-Regiment operierte aus den Mây Tào Bergen heraus überwiegend im Osten der Provinz. Es war Hauptmann Nguyen Thoi Bung (auch genannt „Ut Thoi“) unterstellt, bestand aus den drei Bataillonen H421, H422 und H421 – etwa 1850 Mann. Unterstützt wurden die VC-Verbände durch ein Artillerie-Bataillon, welches mit 75mm rückstoßfreien Panzerbüchsen, 82mm Mörsern und 12,7mm schweren Maschinengewehren ausgestattet war. Außerdem einem Pionier-Bataillon, ein Fernmelde-Bataillon und einem Pionier-Aufklärungs-Bataillon, sowie Nachschub und Sanitätswesen.
Die lokalen Kräfte waren im D445 Bataillon zusammengefasst, welches normalerweise südlich von Long Khánh operierte. Das D445 Btl unterstand Bui Quang Chanh (auch genannt „Sau Chanh“), bestand aus drei Schützenkompanien C1, C2 und C3 und der schweren Kompanie C4 und hatte eine Gesamtstärke von 550 Mann. Das D445 Btl rekrutierte sich überwiegend lokal und bewegte sich auch auf familiärem Gelände, von dem die Soldaten eine exzellente Ortskenntnis besaßen. Die Guerillakräfte (etwa 400 Mann stark) kämpften in Gruppen von fünf bis 60 Mann. Zwei Kompanien operierten im Châu Đốc Distrikt, eine in Long Dat und ein Zug in Xuyên Mộc. Insgesamt konnte der Vietcong eine Mannschaftsstärke von 4500 Mann aufbieten.

### D445 Bataillon
Für mehrere Wochen hatte die australische Signalaufklärung SIGINT die Aktivität eines Funksenders des Gefechtsstandes des 275. VC-Regimentes aufgeklärt und somit Truppenbewegungen des Gegners nach Westen in die Region nördlich von Long Tân registriert. Obwohl Täuschung nicht ausgeschlossen werden konnte, wurden mehrere Aufklärungspatrouillen entsandt, um das Signal am Boden zu lokalisieren. Auch am 15. August fanden mehrere Spähtrupps auf dem Gelände der Kautschukplantage statt. Obgleich man sich sicher war, stärkere VC-Verbände zu orten, verlief die Suche erfolglos. Anschließend wurden die Patrouillen ins Gebiet von Núi Dinh ausgedehnt. Vieles deutete darauf hin, dass die Operationen der 5. VC-Division von Oberst Nguyen Thanh Hong geplant und geführt wurden. Es wurde mit drei Bataillonen des 275. NVA-Regimentes (etwa 1400 Mann) und besagtem D445 Bataillon gerechnet. Außerdem gab es Erkenntnisse darüber, dass das 274. NVA-Regiment eine Hinterhaltstellung an der Route 2 bezogen hätte, um von dort aus, das 11th Armored Cavalry Regiment „Blackhorse“, welches den Auftrag erhalten hatte, die Australier zu unterstützen, überfallen zu können.

## Australische Operationen
Ende Juli 1966 hatten SAS-Patrouillen einen größeren VC-Verband östlich von Nui Dat, in der Nähe der verlassenen Stadt Long Tân, aufgeklärt. Daraufhin begannen die Australier eine Reihe von Search-and-Destroy-Operationen in diesem Gebiet. Am 25. Juli entwickelte sich ein Feuerkampf zwischen der C-Kompanie und dem D445 Bataillon. Im Zuge eines Ausweichmanövers der B-Kompanie geriet das D445 Btl auf eine Riegelstellung und wurde unter schweren Verlusten vertrieben. Auch in den folgenden Tagen kam es um Long Tân zu weiteren Zusammenstößen, bei denen 13 Vietcong-Soldaten getötet und 19 verwundet wurden. Bei den Australiern drei Gefallenen und 19 Verwundete. Aufgrund der Vertreibung der Zivilbevölkerung und dem Festungscharakter der umliegenden Dörfer wurde die Gegend vom 6th RAR als gesichert angesehen. Dies erwies sich als eine Fehleinschätzung der Lage. Denn in Wahrheit waren die Regimenter 274 und 275 immer noch sehr aktiv und destabilisierten diese Zone weiterhin. Es verdichteten sich Meldungen, dass der VC nach Long Tân zurückgekehrt sei, was als Anlass für weitere Search and Destroy-Operationen ab dem 29. Juli 1966 angesehen wurde. Als ein großer Feindverband in Annäherung auf die Nui Dat Basis gemeldet wurde, wurden die Search and Destroy-Trupps von Brigadegeneral Oliver David Jackson unverzüglich zurückbeordert. Ein Angriff auf Nui Dat bestätigte sich jedoch zunächst nicht und sein Antrag auf Unterstützung durch die II. US Field Force wurde als Überreaktion angesehen.
Am 5. August 1966 nahm das 6th RAR seine Operationstätigkeit entlang der Route 2 wieder auf. Dies schloss das Dorf Binh Ba mit ein, welches eine taktische Schlüsselposition für die Bewegungen des VC im Norden der Provinz Long Khánh darstellte. Dazu gehörten auch Bà Rịa und Xuân Lộc. Diese wurden bereits vom VC dominiert und mit einer Bevölkerung von 2100 Mann wurde die Einnahme durch das 6th RAR als zu komplex und aufwendig angesehen. Am 9. August 1966 wurde Binh Ba im ersten Tageslicht von den Australiern eingeschlossen. An dieser Operation waren auch gepanzerte M113 MTWs, Pioniere und Artillerie beteiligt. Zusammen mit der südvietnamesischen Polizei wurde diese Gegend systematisch durchkämmt, während die Zivilbevölkerung mit Medizin und Nahrungsmitteln versorgt wurde. Die Operation wurde auf die Dörfer Dục Mỹ und Dục Trung ausgedehnt. Am 10. August galt die Gegend um Binh Ba als gesäubert und die Operation wurde auf die Bereiche rechts und links der Route 2 ausgedehnt. Am 14. August 1966 kam es mit einem kleineren VC-Trupp zu einem Feuergefecht, bei dem ein Australier getötet wurde und am 18. August 1966 wurde die Route 2 für den zivilen Straßenverkehr wieder freigegeben. Im Rahmen der Gesamtoperation wurden 17 Vietcong festgenommen, außerdem 77 weitere Verdächtige. Als Endergebnis wurde ein Zug der Binh Ba-Guerilla völlig zerschlagen, die VC-Hauptkräfte geschwächt, die feindliche Infrastruktur nachhaltig beeinträchtigt und eine Reihe von Dörfern wieder unter die Kontrolle der Regierung gebracht. Durch die Stationierung einer ARVN-Rangerkompanie sollte eine dauerhafte Kontrolle ausgeübt werden. Für die Befriedung der Phước Tuy-Provinz war dies ein wichtiger Schritt.
Bei der Ausdehnung der Operationen auf die Núi Dinh Hügel kam es jedoch zu schweren Auseinandersetzungen mit dem D445 Bataillon. Die fortgesetzte Notwendigkeit, Nui Dat zu sichern, führte zunehmend zu einer Schwächung der Kampfkraft der Australier, denn ihnen standen nur zwei anstatt drei Bataillone zur Verfügung. Hinzu kamen logistische Probleme, die durch das schwierige Sanddünen-Gelände von Vũng Tàu noch verstärkt wurden. Mitte August 1966 war die australische Truppe bereits durch die starke Patrouillentätigkeit am Tag und in der Nacht überbeansprucht und es wurde ein zweitägiges Rest and Recreation-Programm in Vũng Tàu angeordnet, um Kampfkraft und -moral wiederherzustellen. Zur gleichen Zeit erhielt das 275. VC-Regiment von der 5. VC-Division den Befehl, gegen Nui Dat zu marschieren.

## Kampfhandlungen auf der Gummiplantage
Die D-Kompanie begann am 18. August 1966 damit, die Umgebung der Gummiplantage zu durchkämmen. Um 15:40 Uhr kam es an einem unübersichtlichen Geländeabschnitt zur ersten Feindberührung mit einem kleinen Trupp Vietcong. Auf sie wurde sofort das Feuer eröffnet. Noch waren die Australier davon überzeugt, dass es sich lediglich um einen flüchtigen Kontakt handeln würde. Dennoch wurde Feuerunterstützung von der Artillerie angefordert. In einer Kampfpause wurden die ersten Gefallenen des Gegners geborgen. Sie trugen keine schwarzen Anzüge, Karabiner oder Repetiergewehre, wie bei den Vietcong üblich, sondern Khaki-Uniformen und halbautomatische Sturmgewehre, die sie als Angehörige der Nordvietnamesischen Armee identifizierte. Die Australier zogen vorerst keine Schlüsse aus ihrer Entdeckung und folgten den flüchtenden Truppen. Nachdem die Funksprüche der D-Kompanie im Hauptquartier ausgewertet wurden, kam man schließlich zu der Annahme, dass man hier tatsächlich auf Hauptkräfte des Gegners gestoßen sei.
Die Züge der D-Kompanie hatten sich mittlerweile immer weiter vom Kompaniegefechtsstand entfernt und standen isoliert weiter vorne. Die Abstände hatten sich kontinuierlich vergrößert und die flankierenden Abschnitte wurden immer mehr aus den Augen verloren. In der dichten Vegetation verlor sich außerdem der Sichtkontakt.
Um 16:08 Uhr wurde die linke Flanke eines Zuges der Australier vom Feind mit MG-Feuer unter heftigem Beschuss genommen. Hier ereigneten sich die ersten Verluste. Sobald der Zug in Stellung lag, wurde er von einem zweiten MG beschossen. Als der Zug versuchte, seine Stellungen zu verschieben, wurde er an den Flanken mit Granatwerferfeuer bestrichen. Dies hatte zur Folge, dass die Australier eingekesselt waren, vom feindlichen Feuer am Boden gehalten wurden und Gefahr liefen, überrannt zu werden. Die genaue Position des Gegners konnte noch nicht ermittelt werden.
In diesem Moment setzte starker Monsunregen ein, welcher das Gefecht für beide Seiten massiv erschwerte und die Sichtweite noch weiter herabsetzte. Die 161st Battery der Royal New Zealand Artillery lieferte die Feuerunterstützung für den isolierten Zug, hatte jedoch größte Schwierigkeiten aufgrund mangelnder Feuerleitung und Zielerkennung die genauen Positionen des Gegners auszumachen.
Allmählich wurde klar, dass der Gegner nicht etwa, wie zunächst angenommen, in Zugstärke, sondern in mindestens mehrfacher Kompaniestärke gegenüberlag. Trotz Starkregen und Artilleriefeuer gelang es dem isolierten Zug 11, den Vietcong davon abzuhalten, sie im Sturm & Einbruch zu überrennen.
Um 16:22 Uhr wurde ein weiterer Feuerschlag der neuseeländischen Artillerie angefordert.
20 Minuten nach dem ersten Feindkontakt, waren bereits 1/3 des Zuges 11 gefallen oder verwundet. Unter ihnen Zugführer Second Lieutenant Gordon Sharp. Trotz heftiger Gegenwehr wurde Zug 11 vom Gegner vollständig eingeschlossen. Infolge der intensiven Feuerkämpfe, z. T. bis zu vier Stunden lang, ging den Australiern allmählich die Munition aus.
Die D-Kompanie forderte bewaffnete Chinook CH-47 Hubschrauber an, um zumindest das gegnerische Mörserfeuer auszuschalten. Erst schwere 155-mm-Haubitzen der Amerikaner brachten dieses zum Schweigen.
Zug 10 wurde befohlen, zu Zug 11 aufzuschließen und den eingeschlossenen Kameraden zu Hilfe zu kommen. Der Feind verstärkte seine Umklammerung mit wellenförmigen Angriffen, insbesondere auf die beiden Flanken im Norden und Süden.
Ein Luftschlag mit Napalm wurde aufgrund des schlechten Wetters wieder verworfen und das Artilleriefeuer zur Entlastung der eingeschlossenen Kräfte fortgesetzt.
Eigenes Artilleriesperrfeuer verhinderte, dass der Zug 11 von den stark überlegenen Feindkräften vollkommen vernichtet werden konnte. Bei Einbruch der Dunkelheit setzten Iroquois Hubschrauber Munition ab, damit die eingeschlossenen Australier die Nacht überleben konnten. Die Flüge fanden auf Baumwipfelhöhe unter erschwerten Gefechtsbedingungen statt.
Zur gleichen Zeit machten sich MTWs vom Hauptquartier Nui Dat über verschlammte und durch den Regen mittlerweile stark aufgeweichte Dschungelpisten auf den Weg zu den eigenen eingeschlossenen Teilen. Mithilfe ihrer schweren Maschinengewehre konnten sie den Feinddruck erheblich abschwächen.
Um Mitternacht konnten die ersten Hubschrauber (US Medical Chopper) landen, um den eingeschlossenen Zug aus der Luft zu evakuieren. Die Verwundeten wurden umgehend in das Militärlazarett von Vung Tau gebracht.
Am 19. August 1966 kehrte die stark dezimierte D-Kompanie zusammen mit den A-, B- und C-Kompanien der 6. RAR und der D-Kompanie der 5. RAR auf das Gefechtsfeld zurück, um Verwundete und Gefallene zu bergen. Es dauerte jedoch bis zum 21. August 1966, um die Umgebung komplett zu sichern und von liegengebliebenen Feindkräften zu säubern. Der Feind wurde nicht weiter verfolgt, alle Verbände kehrten zur Nui Dat Basis zurück. Damit endete Operation Smithfield am 21. August 1966 um 05:00 Uhr morgens.

### Chronologie der Ereignisse am 18. August 1966
- 16:08 Uhr[6] Zug 11 hatte Feindberührung mit mindestens zwei gegnerischen MGs. Zwei Soldaten fielen sofort beim ersten Kontakt und die linke Flanke geriet sofort unter Druck.
- 16:09 Uhr[6] Zugführer Sharp befohl seinem Zug sich L-förmig umzugruppieren, um die unter Druck geratene linke Flanke zu entlasten.
- 16:10 Uhr[6] Sharp forderte direkte Feuerunterstützung der Artillerie an.
- 16:10 Uhr[6] B-Kompanie erhielt den Befehl, sich auf Planquadrat 458665 für weitere Aufträge bereitzuhalten.
- 16:10 Uhr[6] Artilleriebeobachter Stanley alarmierte die eigene Batterie, sich zum Feuerschlag bereitzuhalten.
- Um 16:15 Uhr[6] wurde ein Feuerschlag (regimental fire mission) aller 24 Geschütze des Regimentes angefordert. Um 16:20 Uhr[6] wurde der gleiche Feuerschlag vom Kompaniechef Harry Smith mit allem Nachdruck erneut angefordert. Zur gleichen Zeit wurde Brigadier Jackson (ATF) informiert. Um 16:22 Uhr[6] erfolgte der erste Einschlag der eigenen Artillerie.
- 16:25 Uhr[6] meldete die D-Kompanie feindliches Mörserfeuer und erhielt daraufhin von Major Smith die Erlaubnis, ihre Stellung bis 200 Meter weiter nordöstlich verschieben zu dürfen.
- 16:30 Uhr[6] Zug 11 wurde von drei Seiten angegriffen.
- 16:33 Uhr[6] Zugführer Gordon Sharp († 22 Jahre) fiel, Sergeant Buick übernahm.
- 16:35 Uhr[6] Fernmeldeverbindung zu Zug 11 unterbrochen.
- 16:40 Uhr[6] Zug 10, welcher Zug 11 zur Hilfe kommen sollte, wurde selbst vom Feind unter Feuer genommen.
- 16:50 Uhr[6] Einsetzen des Monsunregens.
- 17:02 Uhr[6] Smith forderte einen Luftschlag und Munitionsnachschub an.
- 17:05 Uhr[6] Zug 10 wurde in die Kompaniestellungen zurückbefohlen, da es nicht möglich war, Zug 11 zu erreichen, ohne selbst schwere Verluste zu erleiden.
- 17:05 Uhr[6] Die ersten MTWs trafen bei der A-Kompanie in Nui Dat ein. Die Schützen saßen auf und warteten auf weitere Befehle.
- 17:09 Uhr[6] Buick markierte die Stellungen des Feindes mit Rauchgranaten, um den F4 Phantoms ihre Zielerkennung für den Luftschlag zu ermöglichen. Aufgrund der schlechten Sichtverhältnisse wurde der Luftangriff abgebrochen.
- 17:17 Uhr[6] Zug 12 unter Lt. Sabben verließ mit nur 20 Mann den Kompanieverfügungsraum, um Zug 11 zu entlasten.
- 17:17 Uhr[6] Lagebericht (SitRep = Situation Report) von Sgt Buick: Die Lage von Zug 11 sei verzweifelt. Sie wären eingeschlossen, hätten schwere Verluste und die Munition würde zur Neige gehen.
- 17:25 Uhr[6] Feindkräfte von etwa 200 Mann erschienen vor den Positionen von Zug 10.
- 17:30 Uhr[6] Nach einer scharf geführten Diskussion zwischen Jackson und Townsend wird die A-Kompanie mit den MTWs für den Entsatz von Zug 11 freigegeben. Es wurde befürchtet, dass die A-Kompanie ebenfalls in einen Hinterhalt geraten könnte.
- 17:35 Uhr[6] Buick forderte in höchster Not einen Artillerieschlag auf die eigene Position an. Sie hätten nur noch zehn kampffähige Männer und kaum noch eigene Munition.
- 17:40 Uhr[6] Blitzschläge des Monsununwetters führten zu Ausfällen bei den Geschützen.
- 17:50 Uhr[6] Feuerpause der Artillerie, damit die Chopper Munition einfliegen konnten

## Fazit

### Vietcong und NVA
- 245 Gefallene (vermutlich sehr viel höher, eigene Gefallene wurden gemäß vietnamesischer Gepflogenheit unmittelbar vom Gefechtsfeld geborgen, u. a. um den Gegner über die Höhe des „Bodycounts“ im Unklaren zu lassen)
- 3 Gefangene
- 350 Verwundete (nach Schätzungen des militär. Nachrichtendienstes)

### Australien
- 18 Gefallene, davon 17 von der D-Kompanie (KIA – killed in action)[7]
- 24 Verwundete (WIA – wounded in action)[6]

Spätere Untersuchungen ergaben, dass sich die Australier vermutlich einer feindlichen Übermacht aus gemischten Truppen der Vietcong und der regulären Nordvietnamesischen Armee in Stärke von 2500 Mann gegenübergestanden hatten, was einem Feindverhältnis von 1:25 entsprechen würde.

## Nachwirkungen
Radio Hanoi verkündete die Auswirkungen der Schlacht von Long Tan mit Kriegspropaganda:

„The Australian mercenaries, who are no less husky and beefy than their allies, the U.S. aggressors, have proved as good fresh targets for the South Vietnam Liberation Fighters. According to LPA [Liberation Press Agency], in two days ending 18 August, the LAF [Liberation Armed Forces] wiped out over 500 Australian mercenaries in Baria Province. LPA reported:On 18 August in the coastal province of Baria, east of Saigon, the LAF wiped out almost completely one Battalion of Australian mercenaries in an ambush in Long Tan village. At 1500 hours that day, an Australian mercenary Battalion and a column of Armoured cars fell into an ambush. Within the first few minutes the LAF fiercely attacked the enemy and made short work of two companies, set fire to three M113 Armoured cars, and drove the remnants into a corner of the battlefield. The LAF then concentrated their fire on them and heavily decimated the remaining company. ' The LAF shot down one of the US aircraft which went to the rescue of the battered Australians.“

Die Schlacht von Long Tan hatte starke Auswirkungen auf die Kriegserfahrungen der Australier während des Vietnamkrieges. Für die Australier und Neuseeländer wurde es zu ihrem blutigsten und prägendsten Gefecht des gesamten Krieges.

„They were just walking toward us like zombies and everyone you knocked down there were two to take his place. It was like shooting ducks in a bloody shooting gallery. I would have killed at least 40 blokes that day.“

Am 28. Mai 1968 wurde die D-Kompanie der 6. RAR vom US-Präsidenten Lyndon Johnson für ihre Tapferkeit lobend erwähnt. Weitere Ehrungen fanden bei der Heimkehr der Kompanie statt.

## Filmische Rezeption
Der australische Spielfilm Danger Close – Die Schlacht von Long Tan der Red Dunes Studios unter der Regie von Kriv Stenders, welcher 2019 erschien, hat die dramatische Verarbeitung der Schlacht von Long Tan zum Inhalt. Hauptdarsteller sind Travis Fimmel als Major Harry Smith, Luke Bracey als Sergeant Bob Buick, Richard Roxburgh als Brigadier David Jackson und Nicholas Hamilton als Private Noel Grimes.